# 宇宙家族ロビンソン
『宇宙家族ロビンソン』（うちゅうかぞくロビンソン、原題：Lost in Space）は、1965年から1968年までCBSネットワークで放送されていた、アメリ71カ製作のSFドラマ。「原子力潜水艦シービュー号」や「タイムトンネル」でも知られるアーウィン・アレンの制作。日本では1966年から1968年にかけて、第2シーズンまでがTBS系で放送された。のちにFOXで全シーズンが放送された。

## 概要
1997年（番組内年度）、人口問題を解決するため人類は宇宙移住計画、通称「アルファ計画」を開始した。ロビンソン一家は初の宇宙移民として、アルファ・ケンタウリのアルファ・セントリー星を目指して飛び立った。しかし、スパイのドクター・スミスが紛れ込んでいたため、宇宙船ジュピター2号は重量オーバーから軌道を外れ、目的外の惑星に着陸するはめになった。あくまでもアルファ・セントリー星を目指そうとするロビンソン一家に対し、ドクター・スミスは地球帰還工作を陰で進めるため、宇宙船の修理もままならず、未知の惑星上で毎回、未知の生物などと冒険が繰り返された。
1998年に『ロスト・イン・スペース』として劇場用映画化された。これについては「邦題を複数持つ作品一覧」も参照。
2018年からは、リバイバルのテレビドラマシリーズ『ロスト・イン・スペース』がNetflixで新たに製作・配信され、2019年に第2シーズン、2021年に最終第3シーズンが配信（予定）。

## シーズン毎の特徴
パイロット版
シリーズに先立って製作され、放映されなかった "No Place To Hide" というタイトルの白黒のパイロット版が一作だけ存在する。配役はチンパンジーも含めてほぼ本編と同じだが、ロボットとDr.スミスは含まれていない。このため、宇宙船は単に隕石群との衝突によって軌道をはずれるという設定になっている。また、宇宙船の名称もジュピター2号ではなくジェミニ12号である。このパイロット版は危機また危機の構成になっており、未知の惑星への不時着、不気味な宇宙人との遭遇、自然との戦い、ストーリーの終わりに新たな危機の芽生えを見せて次回につなぐ手法など、本編シリーズに含まれる主要な要素がサンプル的に盛り込まれている。なお、第11シーズンの「巨人出現」と「魔の海」の主要部分はパイロット版のフィルムを転用したものである。
第1シーズン
白黒で制作された。このため現在日本では放映される機会が少ない。ストーリーは比較的硬派SF調であり、毎回起こる事件によって、ロビンソン一家やドクター・スミスが死の危険にさらされることも珍しくない。
第2シーズン
このシーズンよりカラーとなったため、日本での再放送は第2シーズンのみで行われることが多い。物語上の構成は、｢ロビンソン一家は宇宙船の故障により不時着した惑星から脱出できない。｣という状況のため、原則的にはその惑星が舞台となり、毎回の事件への遭遇も受動的なものとなっている。また宇宙が舞台でありながら、幽霊やデパートが登場する など、ストーリーが良い意味でお気楽路線に変更した。
第3シーズン
本シーズン第1話でロビンソン一家は惑星を脱出して再び宇宙へ向かう。これにより物語は｢宇宙船で惑星をめぐる一家が事件に遭遇する｣という能動的なものとなった。しかしストーリーはさらに腰が砕け、例えばドクターがセロリ人間になってしまったという展開では、ジョナサン・ハリスにセロリの被り物を被らせて撮影するなど、まるで日本のバラエティ番組のコーナードラマのような出来となったものもある。日本国内放送に向けてフィルムの購入は行なわれたが、ブームの沈静化によって第2シーズンの視聴率が期待ほどに伸びなかったことなどもあり、TBSとの放送契約には至らなかった。よって、この時点では日本語吹き替え版は製作されていなかったが、後世になってFOXで放送された。
第4シーズン（未制作）
第3シーズン終了後、アレンはすぐに第4シーズンの企画に入り、内容は『不思議の国のアリス』をベースとしたファンタジー路線が予定されていたが、CBS側からキャンセルとなり制作はされなかった。このため、本作は物語が完結しない（一家が目的地に到達しない）まま終了することとなった。キャンセルの理由には「CBS重役が番組のバラエティ化を嫌ったため」「第3シーズンの視聴率低下のため」などの説がある。

## キャラクター

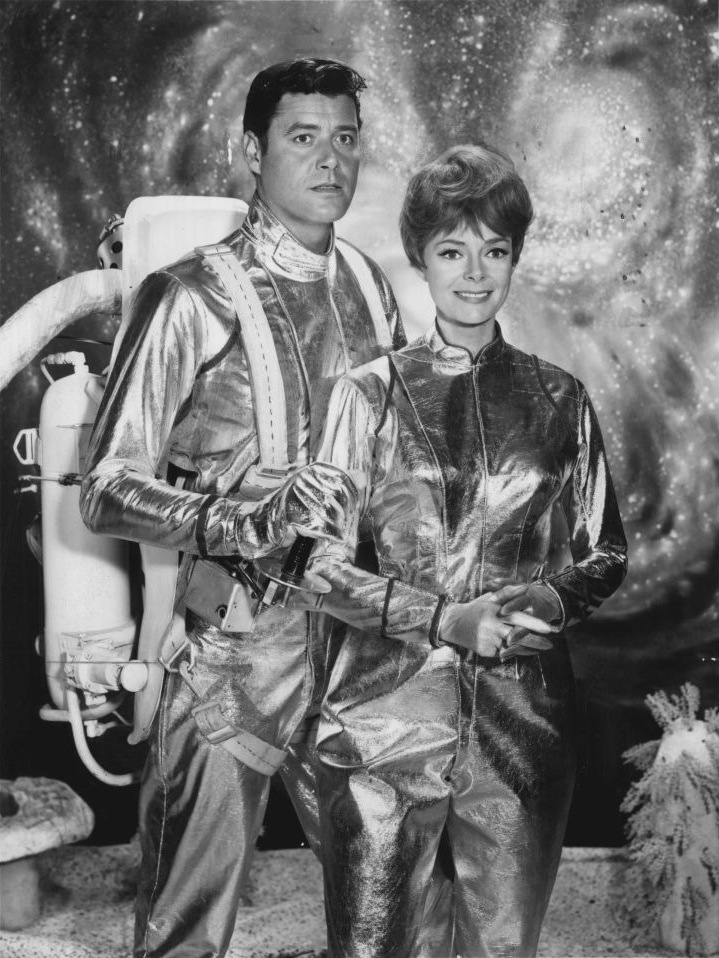
ガイ・ウィリアムズ（左）とジューン・ロックハート

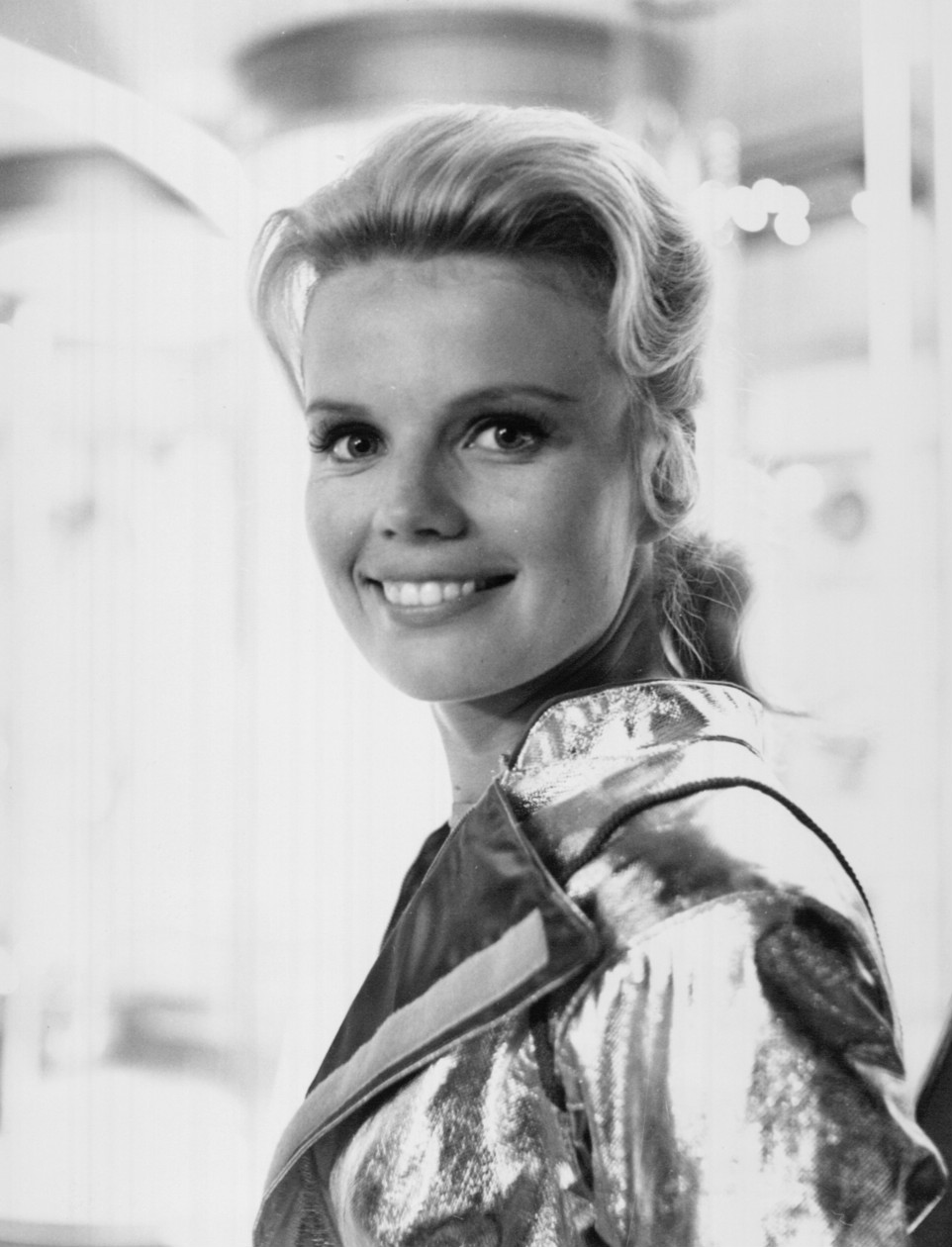
マータ・クリステン

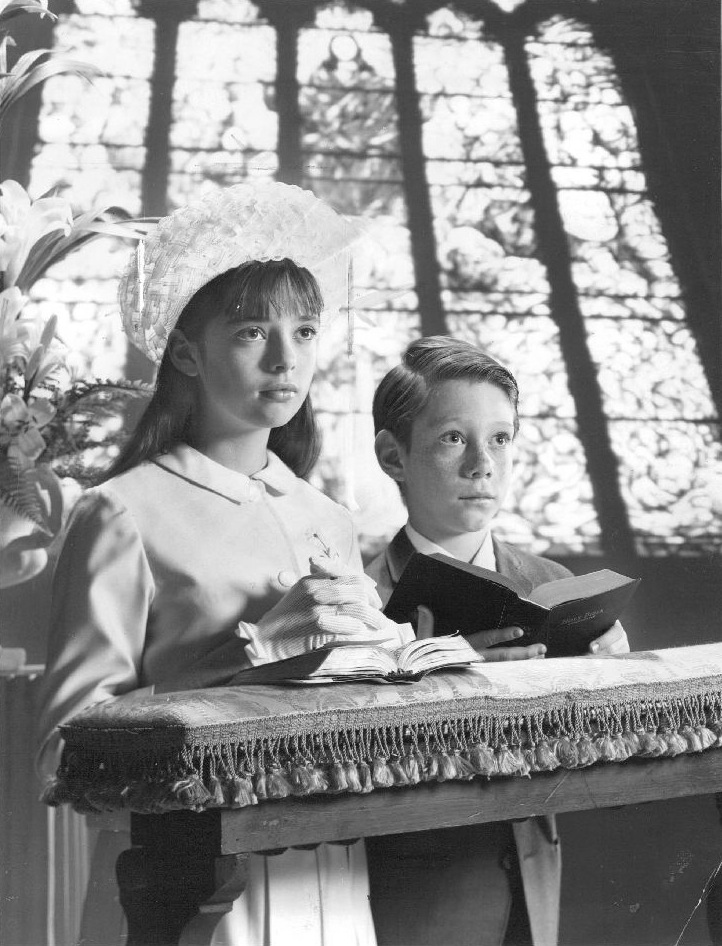
アンジェラ・カートライト（左）とビリー・ムーミー（右）

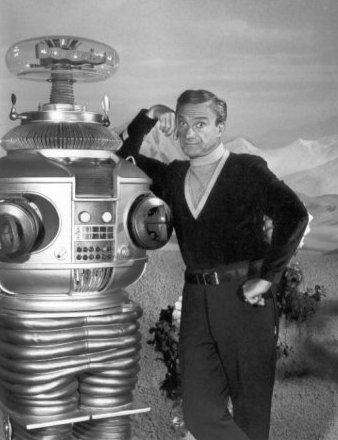
ジョナサン・ハリス（右）とフライデー

声優はテアトル・エコーが多く出演している。
ジョン・シムズ・ロビンソン（ガイ・ウィリアムズ、金内吉男〔第1期〕、黒沢良〔第2期〕)
ステラー・ダイナミクス大学の天体物理学教授で、軍での階級は中佐。豊富な知識と優秀な体力を買われ、200万世帯の中から最初の宇宙移民の資格を得た人物。その結果ロビンソン一家も宇宙移民となる。ロビンソン一家の大黒柱。
演ずるガイ・ウィリアムスは、テレビ映画『怪傑ゾロ』の主演で有名であり、本作でも度々サーベルでの戦いを演じている。
モーリン・トムリンソン・ロビンソン（ジューン・ロックハート、香椎くに子）
生化学者でもあり、宇宙医学にも精通した人物。ジョンの妻であり、ロビンソン一家を支える母親。
ジュディス・エレナ・ロビンソン（マータ・クリステン、武藤礼子）
ロビンソン一家の長女で愛称はジュディ。19歳の容姿端麗な彼女は女優を目指していたが、両親とともに宇宙移民団の一員となった。ウエスト少佐に好意を持っている。
ペニー・ロベルタ・ロビンソン（アンジェラ・カートライト、松島みのり）
ロビンソン一家の次女。動物学の知識を持つIQ147という天才少女とされている。活発であまり洒落っ気がなく、動物好き。12歳。
演ずるアンジェラ・カートライトはハリウッド映画「サウンド・オブ・ミュージック」の「ブリギッタ・トラップ」役などで知られる名子役で、本作第1シーズン出演時はペニーの設定年齢と同じ12歳であった。日本人好みの可愛らしい美少女で、本作放映による日本での人気は高く、少女向け雑誌で数回にわたって特集記事が組まれたこともある。
ウィリアム・エドワード・ロビンソン（ビリー・ムーミー、山本嘉子）
ロビンソン一家の長男で、愛称はウィル。科学研究所での歴史の成績がトップということで、晴れて宇宙移民団に加えられた。機械いじりが得意で大破したロボット（フライデー）を組みなおす、Dr.スミスと仲がいい。10歳。
演ずるビリー・ムーミーは、5歳の頃から多くの映画やTV作品で主役級を始めとする重要な役柄を演じてきた、名子役中の名子役である。本作出演後も多数の映画やTV作品に出演したが、一時期俳優の仕事をセーブして、アメリカンコミックの原作を手掛けていたこともある。その後、米TVシリーズ『バビロン5』（1993年 - 1999年）にミンバリ連邦大使レニアー役でレギュラー出演した。この作品にはジューン・ロックハートもレニアーの母役でゲスト出演している。
ドナルド・ウエスト少佐（マーク・ゴダード、市川治）
アルファ・セントリー星への人類移住の可能性を最初に説いた人物とされている。軍人かつ宇宙船のパイロットで機械の操作、修理は大抵彼の仕事。ジュディに好意を持っている。当初Dr.スミスに命の危機に晒されたり、見捨てられたりした為か、彼を信用せず仲も悪い。ロビンソン一家からは通常は“少佐”と呼ばれるが、ジュディからのみ常に“ダン”と呼ばれている。
Dr.ザックレー・スミス（ジョナサン・ハリス、熊倉一雄）
アルファ計画に従事する軍医大佐であるが、正体は某国のスパイ。一大事業である宇宙移民計画を阻止しようとして、環境測定ロボットに宇宙船破壊プログラムを仕込む作業に手間取り、宇宙船内に取り残され宇宙船ジュピター2号は彼の体重分の重量オーバーで予定の軌道を外れ宇宙の迷子となる。毎回地球帰還を目論み、異星人がいれば取り入ろうとし、常に憎まれ口を叩き、勝手な行動で自分は元よりファミリーまでも危険に陥れ、一件落着しても懲りもしない。ウィルやペニー、ロボットフライデーには気遣いを見せる側面もある。冒険活劇だった初期シリーズが方向転換してバラエティ路線となって以降は、主役であるロビンソン一家を完全に喰い、事実上の主役と化した。
ハリスは本作への出演に当たって「毎回、主役（であるロビンソン博士）を喰ってしまうようなスペシャルゲストとして出演したい。」といった趣旨のコメントをしており、オープニングでのハリスのクレジットは“special guest star”である。なお、第一シーズンに先立って製作され、米国でも放映されなかったパイロット版 "No Place To Hide" には、Dr.スミスの役柄はなく、宇宙船は単に隕石群との衝突が原因で軌道をそれたことになっている。
フライデー（演技者：ボブ・メイ、声の出演：ディック・トゥフェルド、塩見竜介）
正式名称はB9モデル・マーク3型気圧観測ロボット。設定では“医療用ロボット学校の落ちこぼれのため宇宙用に改造され、銀河系宇宙の法則をプログラムされている。”とある。また、両腕のマニピュレーターから高圧の電流を放電することが可能。体側にむき出しの状態で取り付けられた制御盤を外されると、一瞬にして全機能が停止するのが最大の弱点である。第1シーズン当初は、Drスミスにプログラムを改変されたため、ドクターの下僕のように行動していたが、一度破壊されウィルに組み立てなおされてからは、ファミリーに忠実で重要な一員となる。特にウィルとは人と機械を越えた友情で結ばれている。また、ドクターには度々裏切られるので言動に対しては疑り深くなった。もっともドクターに裏切られても助けたり、彼をあざ笑ってみたり、ドクターとも人と機械を越えた腐れ縁で結ばれている。英語版では名前はなく、単にロボットと呼ばれている。日本放映時に一般公募で「フライデー」という愛称を得るが、その源は『ロビンソン・クルーソー』から。
ナレーター（納谷悟朗 原語版にはない）

## 日本語版スタッフ
- 台本：山田実
- 効果：石橋参次郎
- 録音：杉原日出弥
- 演出：菊地弘
- 監修：福島正実

## 放送リスト（日本版）
1. 宇宙船出発
2. 難破宇宙船
3. 宇宙の孤島
4. 巨人出現!
5. 魔の海
6. 宇宙流転
7. 姿なき声
8. 第五次元の侵入
9. 恐怖の渇き
10. 声なき侵入者
11. 希望は空の彼方に
12. S.O.S宇宙船
13. 疑惑と恐怖
14. 幻を生む花
15. ウィル地球に帰る
16. 謎のコレクターその1
17. 謎のコレクターその2
18. 宇宙の海賊
19. 幽霊のいる星
20. ロボット戦争
21. 魔法の鏡
22. 挑戦
23. 嵐を売る男
24. 二人のスミス
25. 狼人間
26. 宇宙の財宝
27. 宇宙の地下王国
28. 宇宙の変身
29. 亡霊を呼ぶ声
30. 宇宙への脱出（このエピソード以降第2期）
31. 宇宙の美女
32. 幽霊の星
33. 人間爆弾
34. 宇宙サーカス
35. 宇宙裁判
36. 宇宙の商人
37. 戦慄のルーレット
38. 宇宙の盗賊
39. 醜い争い
40. 宇宙のガンマン
41. 謎の竪琴
42. フライデイの危機
43. 金色の怪人
44. 黄金の宇宙人
45. 宇宙の魔女
46. 宇宙の騎士道
47. 宇宙の玩具工場
48. 宇宙船の反乱
49. 嘆きの雷神
50. 宇宙の魔法使い
51. 謎の洞窟
52. 埋もれた財宝
53. 怪力アンドロイド
54. 植民遊星
55. ジャイアントフライデイ
56. 幽霊一家
57. 機械人間
58. 異次元の幽霊
59. 宇宙の宝物

## 備考
- 『スタートレック』の生みの親であるジーン・ロッデンベリーは、『スタートレック』の企画を最初、アーウィン・アレンに持ち込んだ。だがアレンは「なかなかいい企画だ。だが私達は既に、もっといい企画を手に入れたのだよ」と言い、『スタートレック』を没にした。そのいい企画こそ本作だった。
- 本作は制作開始以前に、CBSへのセールス用として約50分のパイロットフィルムが制作されているが、パイロット版の主要登場人物はロビンソン一家とウエスト少佐の6人のみである。ドクター・スミスとロボット・フライディはCBS側の「コメディリリーフを登場させること」との要求で追加された。このパイロットフィルムは大規模なセットや特殊撮影を使用した、約60万ドル（当時のレートで2億1600万円）の予算をかけた大掛かりなもので、シーンの多くやエピソードは第1シーズン第1～5話に流用されている。
- オープニングは海外ドラマでは珍しくないアバンタイトル式であるが、以下の特徴を持つ。通常のアバンタイトルは、イントロから話が少し進んでオープニングに入るが、本作はイントロの時点である程度話が進んでおり、初めて見た者は冒頭を見損ねたのか、前後編の後編を見たのかと誤認するほどである。そしてその回のエピソードが無事終了すると、エンディングや次回予告でなく、間髪を入れずに次回の話のイントロが始まる。そして続きを期待させる展開になったところで、その回の放映が終了する（日本語版ではここでナレーションが入る）。つまり次回予告の代わりに、次回のイントロを先に放映するというスタイルである。これは「クリフハンガー方式」といい、当時の同一スタッフ制作シリーズに見られる共通の特徴である。そのため第1シーズンの最終話は、本編は白黒、次回のイントロはカラーになっている。第3シーズンではこの方式は廃された。
- 本作の特徴として、火薬の使用量が妙に多いことが挙げられる。セットのほとんどは宇宙船か、スタジオに砂をまいて岩の大道具を置いただけであるが（ここまでは『スタートレック』と同じ）、例えば宇宙地雷が仕掛けられると爆発する、宇宙戦争になると爆発する、機械が故障すると爆発する、ドクターが何かに吸い込まれても爆発する、といった具合である。

## DVD
- 第1期、第2期、第3期ともにDVD化されている。